# Chemin repris

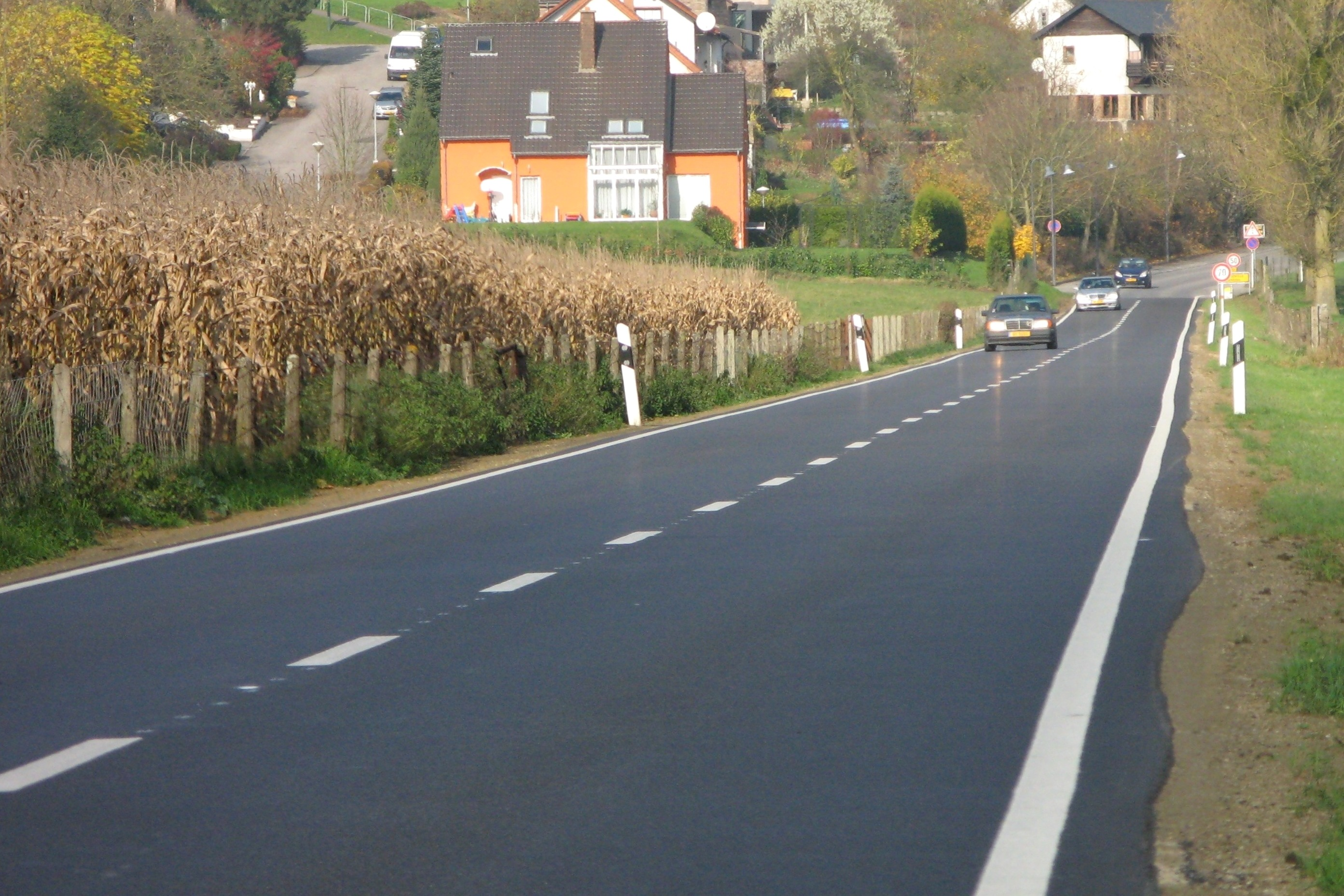
Le CR101 à Schoenfels.

Un chemin repris abrégé en CR est une route étatique au Luxembourg gérée par l'Administration des ponts et chaussées depuis 1872. Ce type de route est une voie publique faisant partie de la voirie normale, comme les routes nationales. Elles ont pour fonction d’assurer la liaison entre les localités et comme vocation de diriger sur le chemin le plus direct le trafic vers les grands axes de circulation. Leur usage est entièrement gratuit et ouvert à tous les véhicules.
En 2014, le réseau routier luxembourgeois comprend 837 kilomètres de routes nationales et 1891 kilomètres de chemins repris.

## Historique
En 1872, une commission spéciale est instituée par le Gouvernement pour préparer la reprise par l’État luxembourgeois de chemins vicinaux importants. Elle a créé la notion de « chemin repris par l’État ». Par une série de lois spéciales publiées entre 1874 et 1897, des centaines de kilomètres de chemins vicinaux ont été repris par l’État pour être entretenus à ses frais.
Lors des lois relatives au reclassement de la voirie nationale de 1958 et 1995, des chemins repris vont être repris par des routes nationales ou des chemins vicinaux et inversement, dont le kilométrage de ce type de route aura légèrement augmenté au fil des ans.
Depuis 1995, la dernière réforme sur le reclassement déclasse un certain nombre de chemins repris devenus importants, face à l'achèvement du réseau de la grande voirie (autoroutes et voies express) qui absorbent davantage de véhicules, mais aussi à la création des contournements routiers sur la voirie normale. Cette loi introduit deux termes nouveaux : celui de la hiérarchie du réseau et celui de l’échange des routes entre l’État et les communes.

## Numérotation
Les chemins repris sont numérotés systématiquement par des nombres à trois chiffres, afin de ne pas les confondre avec les routes de l’État à un et deux chiffres.
On distingue trois centaines réparties globalement ainsi :
- de 101 à 199 : chemins situés au centre, à l'est et au sud du pays ;
- de 201 à 299 : chemins situés à Luxembourg-Ville et ses alentours ;
- de 301 à 399 : chemins situés au nord du pays.

## Liste des chemins repris
Selon la loi du 22 décembre 1995 et les adaptations ultérieures du réseau.
| Route                                                                                           | Canton                                                                                          | Début                                                                                           | Fin                                                                                             | Longueur (km)                                                                                   | Antennes                                                                                        |
| CR100-CR199 (cantons de Capellen, Esch-sur-Alzette, Grevenmacher, Luxembourg, Mersch et Remich) | CR100-CR199 (cantons de Capellen, Esch-sur-Alzette, Grevenmacher, Luxembourg, Mersch et Remich) | CR100-CR199 (cantons de Capellen, Esch-sur-Alzette, Grevenmacher, Luxembourg, Mersch et Remich) | CR100-CR199 (cantons de Capellen, Esch-sur-Alzette, Grevenmacher, Luxembourg, Mersch et Remich) | CR100-CR199 (cantons de Capellen, Esch-sur-Alzette, Grevenmacher, Luxembourg, Mersch et Remich) | CR100-CR199 (cantons de Capellen, Esch-sur-Alzette, Grevenmacher, Luxembourg, Mersch et Remich) |
| ----------------------------------------------------------------------------------------------- | ----------------------------------------------------------------------------------------------- | ----------------------------------------------------------------------------------------------- | ----------------------------------------------------------------------------------------------- | ----------------------------------------------------------------------------------------------- | ----------------------------------------------------------------------------------------------- |
| 101                                                                                             | Capellen, Mersch                                                                                | - Clemency                                                                                      | Weyer (CR119)                                                                                   | 38,3                                                                                            | 101a                                                                                            |
| 102                                                                                             | Capellen, Mersch                                                                                | Dippach (N12)                                                                                   | Mersch (N7/N8)                                                                                  | 21,3                                                                                            |                                                                                                 |
| 103                                                                                             | Capellen                                                                                        | Sprinkange (N5)                                                                                 | Kopstal (N12)                                                                                   | 18,5                                                                                            | 103a                                                                                            |
| 104                                                                                             | Capellen                                                                                        | Nospelt (CR103a/CR104a)                                                                         | Simmerschmelz (CR105)                                                                           | 4,6                                                                                             | 104a104b                                                                                        |
| 105                                                                                             | Capellen, Mersch                                                                                | Gaichel (N8)                                                                                    | Mersch (CR102)                                                                                  | 26,9                                                                                            | 105a105b105c                                                                                    |
| 106                                                                                             | Esch-sur-Alzette, Capellen, Redange                                                             | Esch-sur-Alzette (N4/N4c/CR170)                                                                 | Roodt (CR303)                                                                                   | 43,2                                                                                            | 106a106b106c                                                                                    |
| 107                                                                                             | Capellen                                                                                        | Septfontaines (CR105)                                                                           | Septfontaines (N8)                                                                              | 2,3                                                                                             |                                                                                                 |
| 108                                                                                             | Capellen                                                                                        | Steinfort (CR106)                                                                               | Eischen (CR105)                                                                                 | 3,9                                                                                             |                                                                                                 |
| 109                                                                                             | Capellen                                                                                        | Steinfort (N6)                                                                                  | Capellen (N6)                                                                                   | 8,4                                                                                             |                                                                                                 |
| 110                                                                                             | Esch-sur-Alzette, Capellen                                                                      | Esch-sur-Alzette (N4c)                                                                          | Koerich (CR105)                                                                                 | 29,3                                                                                            | 110a110c110d                                                                                    |
| 111                                                                                             | Esch-sur-Alzette, Capellen                                                                      | Pétange (N5b)                                                                                   | Hivange (CR101)                                                                                 | 6,6                                                                                             |                                                                                                 |
| 112                                                                                             | Capellen, Mersch                                                                                | Leesbach (CR105)                                                                                | Boevange-sur-Attert (N22)                                                                       | 12,1                                                                                            | 112a                                                                                            |
| 113                                                                                             | Mersch                                                                                          | Hollenfels (CR105)                                                                              | Tuntange (CR112)                                                                                | 5,3                                                                                             |                                                                                                 |
| 114                                                                                             | Mersch                                                                                          | Brouch (N8)                                                                                     | Boevange-sur-Attert (N22)                                                                       | 5,1                                                                                             |                                                                                                 |
| 115                                                                                             | Mersch, Diekirch                                                                                | Brouch (N8)                                                                                     | Stegen (N14)                                                                                    | 17,3                                                                                            | 115b                                                                                            |
| 116                                                                                             | Mersch, Redange                                                                                 | Openthalt (CR114/CR115)                                                                         | Rambrouch (N23)                                                                                 | 18,9                                                                                            |                                                                                                 |
| 117                                                                                             | Mersch                                                                                          | Angelsberg (CR118)                                                                              | Meysembourg                                                                                     | 2,0                                                                                             |                                                                                                 |
| 118                                                                                             | Mersch, Echternach                                                                              | Berschbach (N7/CR123)                                                                           | Lauterborn (N11)                                                                                | 26,1                                                                                            |                                                                                                 |
| 119                                                                                             | Luxembourg, Grevenmacher, Mersch                                                                | Luxembourg (N11)                                                                                | Schrondweiler (CR115)                                                                           | 26,0                                                                                            |                                                                                                 |
| 120                                                                                             | Mersch                                                                                          | Rollingen (N7)                                                                                  | Beringerberg                                                                                    | 8,6                                                                                             | 120a                                                                                            |
| 121                                                                                             | Grevenmacher, Mersch, Echternach                                                                | Junglinster (N11)                                                                               | Grundhof (N10)                                                                                  | 15,7                                                                                            | 121a                                                                                            |
| 122                                                                                             | Mersch, Grevenmacher                                                                            | Hünsdorf (CR123)                                                                                | Wormeldange (N10)                                                                               | 29,2                                                                                            | 122a122b122c                                                                                    |
| 123                                                                                             | Luxembourg, Mersch, Diekirch                                                                    | Bereldange (N7)                                                                                 | Schieren (N7)                                                                                   | 22,4                                                                                            | 123a123b                                                                                        |
| 124                                                                                             | Luxembourg, Mersch, Grevenmacher                                                                | Mullendorf (CR123)                                                                              | Eisenborn (CR119)                                                                               | 6,4                                                                                             |                                                                                                 |
| 125                                                                                             | Luxembourg, Mersch                                                                              | Walferdange (N7)                                                                                | Fischbach                                                                                       | 12,1                                                                                            |                                                                                                 |
| 126                                                                                             | Luxembourg                                                                                      | Walferdange (CR125)                                                                             | Senningerberg (N1)                                                                              | 12,1                                                                                            | 126a126b                                                                                        |
| 127                                                                                             | Luxembourg                                                                                      | Senningen (N1)                                                                                  | Oberanven (CR132)                                                                               | 3,1                                                                                             |                                                                                                 |
| 128                                                                                             | Mersch, Echternach, Diekirch                                                                    | Heffingen (CR119)                                                                               | Reisdorf (N10)                                                                                  | 17,3                                                                                            | 128a                                                                                            |
| 129                                                                                             | Mersch, Grevenmacher, Echternach                                                                | Heffingen (N14)                                                                                 | Bech (CR137)                                                                                    | 21,7                                                                                            | 129a                                                                                            |
| 130                                                                                             | Grevenmacher, Merch                                                                             | Bourglinster (CR122)                                                                            | Koedange (CR119)                                                                                | 5,8                                                                                             | 130a130b                                                                                        |
| 131                                                                                             | Grevenmacher                                                                                    | Bourglinster (CR130)                                                                            | Junglinster (CR129)                                                                             | 2,8                                                                                             |                                                                                                 |
| 132                                                                                             | Esch-sur-Alzette, Luxembourg, Grevenmacher, Echternach                                          | Bettembourg (N13)                                                                               | Scheidgen (CR118)                                                                               | 48,5                                                                                            |                                                                                                 |
| 133                                                                                             | Grevenmacher                                                                                    | Wecker (CR134)                                                                                  | Schorenshaff (CR139)                                                                            | 1,6                                                                                             |                                                                                                 |
| 134                                                                                             | Grevenmacher                                                                                    | Ehnen (N1)                                                                                      | Wasserbillig (N1)                                                                               | 31,2                                                                                            | 134a134b134c                                                                                    |
| 135                                                                                             | Grevenmacher, Echternach                                                                        | Wecker (CR134)                                                                                  | Moersdorf (N10)                                                                                 | 14,1                                                                                            | 135a                                                                                            |
| 136                                                                                             | Grevenmacher, Echternach                                                                        | Boudlerbach (N14)                                                                               | Hersberg (CR137)                                                                                | 7,9                                                                                             | 136a                                                                                            |
| 137                                                                                             | Grevenmacher, Echternach                                                                        | Grevenmacher (N1)                                                                               | Berdorf (CR364)                                                                                 | 22,5                                                                                            | 137a137d                                                                                        |
| 138                                                                                             | Echternach, Grevenmacher                                                                        | Bech (CR132/CR137)                                                                              | Herborn (CR135)                                                                                 | 4,1                                                                                             |                                                                                                 |
| 139                                                                                             | Grevenmacher, Echternach                                                                        | Grevenmacher (N1)                                                                               | Echternach (CR366)                                                                              | 19,0                                                                                            | 139a139b                                                                                        |
| 140                                                                                             | Grevenmacher                                                                                    | Grevenmacher (N10)                                                                              | Grevenmacher (N1)                                                                               | 0,6                                                                                             | 140a140b                                                                                        |
| 141                                                                                             | Grevenmacher, Echternach                                                                        | Wasserbillig (N10)                                                                              | Osweiler (CR139)                                                                                | 12,3                                                                                            | 141a141b141c                                                                                    |
| 142                                                                                             | Grevenmacher                                                                                    | Potaschberg (N1)                                                                                | Ahn (N10)                                                                                       | 11,3                                                                                            | 142a                                                                                            |
| 143                                                                                             | Remich, Grevenmacher                                                                            | Canach (CR145)                                                                                  | Grevenmacher (N1)                                                                               | 10,1                                                                                            |                                                                                                 |
| 144                                                                                             | Luxembourg, Remich, Grevenmacher                                                                | Oetrange (N28)                                                                                  | Ehnen (N10)                                                                                     | 9,9                                                                                             |                                                                                                 |
| 145                                                                                             | Remich, Grevenmacher                                                                            | Hettermillen (N10)                                                                              | Betzdorf (CR134)                                                                                | 16,9                                                                                            |                                                                                                 |
| 146                                                                                             | Remich, Grevenmacher                                                                            | Stadtbredimus (N10)                                                                             | Machtum (N10)                                                                                   | 13,4                                                                                            | 146a                                                                                            |
| 147                                                                                             | Remich                                                                                          | Roedt (N2)                                                                                      | Greiveldange (CR145)                                                                            | 5,0                                                                                             |                                                                                                 |
| 148                                                                                             | Remich                                                                                          | Ellange (CR162)                                                                                 | Erpeldange (CR149)                                                                              | 10,8                                                                                            | 148a                                                                                            |
| 149                                                                                             | Remich                                                                                          | Mondorf-les-Bains (N16/CR152)                                                                   | Stadtbredimus (N10)                                                                             | 10,7                                                                                            |                                                                                                 |
| 150                                                                                             | Remich                                                                                          | Emerange (CR152)                                                                                | Remerschen (CR152)                                                                              | 8,5                                                                                             | 150a                                                                                            |
| 151                                                                                             | Remich                                                                                          | Wellenstein (N16)                                                                               | Bech-Kleinmacher (N10/CR152e)                                                                   | 3,2                                                                                             |                                                                                                 |
| 152                                                                                             | Remich                                                                                          | Mondorf-les-Bains (N16/CR149)                                                                   | Remich (N2)                                                                                     | 18,6                                                                                            | 152a152b152c152d152e152f                                                                        |
| 153                                                                                             | Luxembourg, Remich                                                                              | Moutfort (CR132)                                                                                | Dalheim (N13)                                                                                   | 5,8                                                                                             |                                                                                                 |
| 154                                                                                             | Luxembourg, Remich                                                                              | Alzingen (N3)                                                                                   | Dalheim (CR153)                                                                                 | 8,2                                                                                             |                                                                                                 |
| 155                                                                                             | Remich                                                                                          | Dalheim (N13)                                                                                   | Altwies (N16)                                                                                   | 4,3                                                                                             |                                                                                                 |
| 156                                                                                             | Esch-sur-Alzette                                                                                | Hau (N3)                                                                                        | Aspelt (N16)                                                                                    | 3,5                                                                                             |                                                                                                 |
| 157                                                                                             | Esch-sur-Alzette, Luxembourg                                                                    | Hellange (N13)                                                                                  | Alzingen (N3)                                                                                   | 7,1                                                                                             |                                                                                                 |
| 158                                                                                             | Esch-sur-Alzette                                                                                | Crauthem (CR132)                                                                                | Kockelscheuer (CR186)                                                                           | 5,4                                                                                             |                                                                                                 |
| 159                                                                                             | Esch-sur-Alzette, Luxembourg                                                                    | Peppange (CR132)                                                                                | Sandweiler                                                                                      | 14,3                                                                                            | 159b                                                                                            |
| 160                                                                                             | Esch-sur-Alzette                                                                                | - Dudelange                                                                                     | Dudelange (CR184)                                                                               | 2,8                                                                                             |                                                                                                 |
| 161                                                                                             | Esch-sur-Alzette                                                                                | Dudelange (CR160)                                                                               | Bettembourg (N13)                                                                               | 4,4                                                                                             | 161a                                                                                            |
| 162                                                                                             | Luxembourg, Remich                                                                              | Alzingen (N3)                                                                                   | Wintrange (CR152)                                                                               | 17,1                                                                                            |                                                                                                 |
| 163                                                                                             | Esch-sur-Alzette, Luxembourg                                                                    | Bettembourg (N13)                                                                               | Betrange (N6)                                                                                   | 13,0                                                                                            |                                                                                                 |
| 164                                                                                             | Esch-sur-Alzette                                                                                | Mondercange (CR172)                                                                             | Dudelange (N31)                                                                                 | 10,2                                                                                            | 164a                                                                                            |
| 165                                                                                             | Esch-sur-Alzette                                                                                | - Rumelange                                                                                     | Huncherange (N13)                                                                               | 5,1                                                                                             | 165a                                                                                            |
| 166                                                                                             | Esch-sur-Alzette                                                                                | Rumelange (N33)                                                                                 | Schifflange (CR168)                                                                             | 6,1                                                                                             |                                                                                                 |
| 167                                                                                             | Remich                                                                                          | Dalheim (CR162/CR226)                                                                           | Dalheim (CR148)                                                                                 | 1,9                                                                                             |                                                                                                 |
| 168                                                                                             | Esch-sur-Alzette                                                                                | Belvaux (N31/CR178)                                                                             | Noertzange (CR164)                                                                              | 10,7                                                                                            | 168a                                                                                            |
| 169                                                                                             | Esch-sur-Alzette                                                                                | Schifflange (CR168)                                                                             | Leudelange (CR163)                                                                              | 7,4                                                                                             |                                                                                                 |
| 170                                                                                             | Esch-sur-Alzette                                                                                | Schifflange (CR168)                                                                             | Esch-sur-Alzette (N4/N4c/CR106)                                                                 | 1,1                                                                                             | 170a                                                                                            |
| 171                                                                                             | Luxembourg                                                                                      | Neuhäusgen (CR185)                                                                              | Schrassig (CR132)                                                                               | 2,4                                                                                             |                                                                                                 |
| 172                                                                                             | Esch-sur-Alzette                                                                                | Ehlerange (CR110)                                                                               | Limpach (CR164)                                                                                 | 7,6                                                                                             | 172a                                                                                            |
| 173                                                                                             | Luxembourg                                                                                      | Sandweiler (CR159)                                                                              | Gare de Sandweiler - Contern                                                                    | 1,6                                                                                             |                                                                                                 |
| 174                                                                                             | Esch-sur-Alzette                                                                                | - Vesquenhaff                                                                                   | Esch-sur-Alzette (N31)                                                                          | 9,1                                                                                             | 174b                                                                                            |
| 175                                                                                             | Esch-sur-Alzette                                                                                | Pétange (N5)                                                                                    | Sanem (CR110)                                                                                   | 6,5                                                                                             | 175a                                                                                            |
| 176                                                                                             | Esch-sur-Alzette                                                                                | Rodange (N5/N5e)                                                                                | Vesquenhaff (CR174)                                                                             | 6,3                                                                                             | 176a                                                                                            |
| 177                                                                                             | Esch-sur-Alzette                                                                                | Rodange (CR176)                                                                                 | Lamadelaine (N5)                                                                                | 1,9                                                                                             |                                                                                                 |
| 178                                                                                             | Esch-sur-Alzette, Luxembourg                                                                    | - Belvaux                                                                                       | Luxembourg (N4)                                                                                 | 22,3                                                                                            |                                                                                                 |
| 179                                                                                             | Esch-sur-Alzette, Luxembourg                                                                    | Leudelange (CR163)                                                                              | Luxembourg (CR178)                                                                              | 4,4                                                                                             | 179a                                                                                            |
| 180                                                                                             | Luxembourg                                                                                      | Bertrange (CR163)                                                                               | Bertrange (N35/CR181)                                                                           | 0,8                                                                                             |                                                                                                 |
| 181                                                                                             | Luxembourg, Capellen                                                                            | Bertrange (N5)                                                                                  | Bereldange (N7)                                                                                 | 10,6                                                                                            |                                                                                                 |
| 182                                                                                             | Mersch                                                                                          | Essingen (CR123)                                                                                | Essingen                                                                                        | 0,1                                                                                             |                                                                                                 |
| 183                                                                                             | Mersch                                                                                          | Mersch (N7)                                                                                     | Beringen (CR123)                                                                                | 0,9                                                                                             |                                                                                                 |
| 184                                                                                             | Esch-sur-Alzette                                                                                | - Dudelange                                                                                     | Dudelange (N31)                                                                                 | 3,2                                                                                             |                                                                                                 |
| 185                                                                                             | Luxembourg, Grevenmacher                                                                        | Sandweiler                                                                                      | Beyren (CR134)                                                                                  | 10,2                                                                                            |                                                                                                 |
| 186                                                                                             | Luxembourg, Esch-sur-Alzette                                                                    | Luxembourg (N4)                                                                                 | Bettembourg (N31)                                                                               | 5,6                                                                                             |                                                                                                 |
| 187                                                                                             | Luxembourg, Grevenmacher                                                                        | Uebersyren (CR185)                                                                              | Mensdorf (N1)                                                                                   | 4,7                                                                                             |                                                                                                 |
| 188                                                                                             | Luxembourg, Remich                                                                              | Schuttrange (CR134)                                                                             | Canach (CR144)                                                                                  | 4,5                                                                                             |                                                                                                 |
| 189                                                                                             | Capellen                                                                                        | Windhof (CR110)                                                                                 | Simmerschmelz (CR104)                                                                           | 5,1                                                                                             |                                                                                                 |
| 190                                                                                             | Esch-sur-Alzette                                                                                | Dudelange (CR184)                                                                               | Dudelange (N31)                                                                                 | 2,9                                                                                             | 190a                                                                                            |
| CR200-CR235 (Luxembourg-ville, Canton de Luxembourg)                                            |                                                                                                 |                                                                                                 |                                                                                                 |                                                                                                 |                                                                                                 |
| 204                                                                                             | Luxembourg                                                                                      | Luxembourg-ville (N4)                                                                           | Luxembourg-ville (N52)                                                                          | 0,8                                                                                             |                                                                                                 |
| 205                                                                                             | Luxembourg                                                                                      | Luxembourg-ville (N7)                                                                           | Luxembourg-ville (CR204)                                                                        | 0,1                                                                                             |                                                                                                 |
| 211                                                                                             | Luxembourg                                                                                      | Luxembourg-ville (N4)                                                                           | Luxembourg-ville (N51)                                                                          | 0,9                                                                                             | 211b211e                                                                                        |
| 215                                                                                             | Luxembourg                                                                                      | Luxembourg-ville (N52)                                                                          | Biergerkräiz (CR181)                                                                            | 3,7                                                                                             | 215a                                                                                            |
| 217                                                                                             | Luxembourg                                                                                      | Luxembourg-ville (N51)                                                                          | Luxembourg-ville (N12)                                                                          | 1,8                                                                                             |                                                                                                 |
| 218                                                                                             | Luxembourg                                                                                      | Luxembourg-ville (N7)                                                                           | Luxembourg-ville (N1)                                                                           | 2,2                                                                                             |                                                                                                 |
| 222                                                                                             | Luxembourg                                                                                      | Luxembourg-ville (N2/N3)                                                                        | Luxembourg-ville (N56a)                                                                         | 1,2                                                                                             |                                                                                                 |
| 223                                                                                             | Luxembourg                                                                                      | Luxembourg-ville (N3)                                                                           | Luxembourg-ville (N56)                                                                          | 0,8                                                                                             |                                                                                                 |
| 224                                                                                             | Luxembourg                                                                                      | Luxembourg-ville (N3)                                                                           | Luxembourg-ville (N3)                                                                           | 1,3                                                                                             |                                                                                                 |
| 225                                                                                             | Luxembourg                                                                                      | Luxembourg-ville (CR224)                                                                        | Luxembourg-ville (N2)                                                                           | 3,6                                                                                             |                                                                                                 |
| 226                                                                                             | Luxembourg, Remich                                                                              | Luxembourg-ville (CR224)                                                                        | Filsdorf (CR162/CR167)                                                                          | 16,4                                                                                            |                                                                                                 |
| 228                                                                                             | Luxembourg                                                                                      | Luxembourg-ville (N2)                                                                           | Luxembourg-ville (CR224)                                                                        | 0,4                                                                                             |                                                                                                 |
| 230                                                                                             | Luxembourg                                                                                      | Luxembourg-ville (A4/B4)                                                                        | Luxembourg-ville (N12)                                                                          | 6,6                                                                                             |                                                                                                 |
| 231                                                                                             | Luxembourg                                                                                      | Luxembourg-ville (N4)                                                                           | Hesperange (CR159)                                                                              | 3,2                                                                                             |                                                                                                 |
| 232                                                                                             | Luxembourg                                                                                      | Luxembourg-ville (N11)                                                                          | Luxembourg-ville (N1)                                                                           | 3,7                                                                                             | 232d                                                                                            |
| 233                                                                                             | Luxembourg                                                                                      | Luxembourg-ville (N7)                                                                           | Walferdange (N7)                                                                                | 3,9                                                                                             |                                                                                                 |
| 234                                                                                             | Luxembourg                                                                                      | Luxembourg-ville (N2)                                                                           | Moutfort (CR132)                                                                                | 7,4                                                                                             | 234a234b                                                                                        |
| CR300-CR399 (cantons de Clervaux, Diekirch, Echternach, Redange, Vianden et Wiltz)              |                                                                                                 |                                                                                                 |                                                                                                 |                                                                                                 |                                                                                                 |
| 301                                                                                             | Redange                                                                                         | Saeul (N12)                                                                                     | Folschette (CR116)                                                                              | 20,6                                                                                            | 301a                                                                                            |
| 302                                                                                             | Redange                                                                                         | Colpach-Bas (CR303)                                                                             | Ell (N22/CR301)                                                                                 | 2,5                                                                                             |                                                                                                 |
| 303                                                                                             | Redange                                                                                         | Oberpallen (N22)                                                                                | Rambrouch (N23)                                                                                 | 12,1                                                                                            |                                                                                                 |
| 304                                                                                             | Redange                                                                                         | Beckerich (N24)                                                                                 | Hostert (N23)                                                                                   | 7,8                                                                                             |                                                                                                 |
| 305                                                                                             | Redange, Mersch, Diekirch                                                                       | Useldange (N22)                                                                                 | Ettelbruck (N15)                                                                                | 14,5                                                                                            | 305c                                                                                            |
| 306                                                                                             | Redange, Mersch                                                                                 | Kuborn                                                                                          | Nommern (CR119)                                                                                 | 30,0                                                                                            | 306b                                                                                            |
| 307                                                                                             | Redange, Wiltz                                                                                  | Grosbous (N12)                                                                                  | Lultzhausen (CR314)                                                                             | 13,7                                                                                            |                                                                                                 |
| 308                                                                                             | Redange, Wiltz, Diekirch                                                                        | Koetschette (N23/CR309)                                                                         | Lipperscheid (N7)                                                                               | 27,0                                                                                            | 308a308b                                                                                        |
| 309                                                                                             | Redange, Wiltz, Clervaux                                                                        | Koetschette (N23/CR308)                                                                         | Eschweiler (CR325/CR327)                                                                        | 37,6                                                                                            | 309a309b                                                                                        |
| 310                                                                                             | Redange, Wiltz                                                                                  | Colpach-Haut (CR303)                                                                            | Boulaide (CR309)                                                                                | 18,2                                                                                            |                                                                                                 |
| 311                                                                                             | Redange                                                                                         | Rombach-Martelange (N23)                                                                        | Flatzbour (N23)                                                                                 | 5,0                                                                                             | 311a311b                                                                                        |
| 312                                                                                             | Redange                                                                                         | Holtz (CR310)                                                                                   | Perlé -                                                                                         | 3,6                                                                                             |                                                                                                 |
| 313                                                                                             | Redange                                                                                         | Arsdorf (CR309)                                                                                 | Heispelt (CR307)                                                                                | 2,9                                                                                             |                                                                                                 |
| 314                                                                                             | Diekirch, Wiltz                                                                                 | Mertzig (CR345)                                                                                 | Lultzhausen (N27)                                                                               | 17,3                                                                                            | 314a                                                                                            |
| 315                                                                                             | Wiltz                                                                                           | - Surré                                                                                         | Bavigne (N26)                                                                                   | 8,3                                                                                             |                                                                                                 |
| 316                                                                                             | Wiltz                                                                                           | Bavigne (N26)                                                                                   | Folschette (CR314)                                                                              | 12,3                                                                                            |                                                                                                 |
| 317                                                                                             | Wiltz                                                                                           | Heiderscheid (CR308)                                                                            | Tadler (N27)                                                                                    | 5,1                                                                                             | 317a317b                                                                                        |
| 318                                                                                             | Wiltz                                                                                           | Liefrange (N26)                                                                                 | Wiltz (N12)                                                                                     | 11,8                                                                                            |                                                                                                 |
| 319                                                                                             | Wiltz                                                                                           | Wiltz (N26a)                                                                                    | Doncols (CR309)                                                                                 | 7,1                                                                                             |                                                                                                 |
| 320                                                                                             | Diekirch, Clervaux, Vianden                                                                     | Unterschlinder (N27)                                                                            | Stolzembourg (N10)                                                                              | 12,8                                                                                            | 320a320b320c320d                                                                                |
| 321                                                                                             | Wiltz                                                                                           | Bockholtz (N27)                                                                                 | Wiltz (CR318)                                                                                   | 10,3                                                                                            | 321a321b321c                                                                                    |
| 322                                                                                             | Wiltz, Clervaux, Vianden                                                                        | Kautenbach (CR331)                                                                              | Vianden (N17)                                                                                   | 23,8                                                                                            | 322a322b322c                                                                                    |
| 323                                                                                             | Clervaux, Wiltz                                                                                 | Holzthum (CR322)                                                                                | Wilwerwiltz (CR324)                                                                             | 7,7                                                                                             |                                                                                                 |
| 324                                                                                             | Wiltz, Clervaux                                                                                 | Eschweiler (CR325)                                                                              | Obereisenbach (N10)                                                                             | 18,5                                                                                            | 324a                                                                                            |
| 325                                                                                             | Wiltz, Clervaux                                                                                 | Erpeldange (N12)                                                                                | Clervaux (N18)                                                                                  | 14,0                                                                                            |                                                                                                 |
| 326                                                                                             | Wiltz, Clervaux                                                                                 | Wilwerwiltz (CR324)                                                                             | Marnach (N10)                                                                                   | 11,9                                                                                            | 326a326b326c                                                                                    |
| 327                                                                                             | Wiltz, Clervaux                                                                                 | Eschweiler (CR309/CR325)                                                                        | Mecher (CR325)                                                                                  | 11,3                                                                                            |                                                                                                 |
| 328                                                                                             | Wiltz, Clervaux                                                                                 | Eschweiler (CR325)                                                                              | Derenbach (N12)                                                                                 | 5,9                                                                                             |                                                                                                 |
| 329                                                                                             | Wiltz, Clervaux                                                                                 | Niederwiltz (N12)                                                                               | Derenbach (N12/CR309)                                                                           | 14,2                                                                                            | 329a329b                                                                                        |
| 330                                                                                             | Wiltz                                                                                           | Eschweiler (CR328)                                                                              | Kleinhoscheid (CR327)                                                                           | 5,2                                                                                             |                                                                                                 |
| 331                                                                                             | Wiltz                                                                                           | Masseler                                                                                        | Wilwerwiltz (CR324)                                                                             | 19,7                                                                                            | 331a                                                                                            |
| 332                                                                                             | Clervaux                                                                                        | Clervaux (N18)                                                                                  | Troine -                                                                                        | 14,6                                                                                            | 332a332b332c332d332e                                                                            |
| 333                                                                                             | Clervaux                                                                                        | Allerborn (N20)                                                                                 | Troisvierges (N12)                                                                              | 13,7                                                                                            | 333a333b                                                                                        |
| 334                                                                                             | Clervaux                                                                                        | Clervaux (N18)                                                                                  | Asselborn (N12)                                                                                 | 5,0                                                                                             |                                                                                                 |
| 335                                                                                             | Clervaux                                                                                        | Clervaux (CR334)                                                                                | Leithum -                                                                                       | 16,5                                                                                            |                                                                                                 |
| 336                                                                                             | Clervaux                                                                                        | Weiswampach (CR335)                                                                             | Huldange (N7)                                                                                   | 9,0                                                                                             |                                                                                                 |
| 337                                                                                             | Clervaux                                                                                        | Breidfeld (CR335)                                                                               | Hautbellain -                                                                                   | 13,7                                                                                            |                                                                                                 |
| 338                                                                                             | Clervaux                                                                                        | Binsfeld (N12)                                                                                  | Lieler -                                                                                        | 9,4                                                                                             |                                                                                                 |
| 339                                                                                             | Clervaux                                                                                        | Clervaux (N18)                                                                                  | Tintesmühle -                                                                                   | 13,5                                                                                            | 339a                                                                                            |
| 340                                                                                             | Clervaux                                                                                        | Clervaux (N18)                                                                                  | Fischbach (N7)                                                                                  | 4,9                                                                                             | 340a                                                                                            |
| 341                                                                                             | Clervaux                                                                                        | Huldange (CR336)                                                                                | Hautbellain -                                                                                   | 3,5                                                                                             |                                                                                                 |
| 342                                                                                             | Clervaux                                                                                        | Hosingen (N7)                                                                                   | Rodershausen (N10)                                                                              | 3,8                                                                                             |                                                                                                 |
| 343                                                                                             | Wiltz, Clervaux                                                                                 | Pintsch (CR324)                                                                                 | Dorscheid (N7)                                                                                  | 9,2                                                                                             | 343a                                                                                            |
| 344                                                                                             | Vianden                                                                                         | Vianden (N10)                                                                                   | Vianden                                                                                         | 2,7                                                                                             |                                                                                                 |
| 345                                                                                             | Diekirch, Mersch, Redange                                                                       | Ettelbruck (CR305)                                                                              | Lehrhof (N12)                                                                                   | 17,5                                                                                            | 345a345b                                                                                        |
| 346                                                                                             | Diekirch, Mersch                                                                                | Schieren (N12)                                                                                  | Larochette (CR118)                                                                              | 9,8                                                                                             |                                                                                                 |
| 347                                                                                             | Diekirch                                                                                        | Schieren (N7)                                                                                   | Folkendange (CR356)                                                                             | 8,0                                                                                             |                                                                                                 |
| 348                                                                                             | Diekirch, Clervaux                                                                              | Ettelbruck (N7a)                                                                                | Consthum (CR322)                                                                                | 21,0                                                                                            | 348a                                                                                            |
| 349                                                                                             | Diekirch                                                                                        | Warken (CR348)                                                                                  | Kehmen (CR308)                                                                                  | 10,1                                                                                            |                                                                                                 |
| 350                                                                                             | Diekirch                                                                                        | Welscheid (CR349)                                                                               | Niederfeulen (N15)                                                                              | 5,6                                                                                             |                                                                                                 |
| 351                                                                                             | Diekirch                                                                                        | Diekirch (CR351a)                                                                               | Erpeldange-sur-Sûre (N27)                                                                       | 3,3                                                                                             | 351a                                                                                            |
| 352                                                                                             | Vianden                                                                                         | Bastendorf (CR353)                                                                              | Brandenbourg (CR353)                                                                            | 13,6                                                                                            |                                                                                                 |
| 353                                                                                             | Vianden                                                                                         | Seltz (N17)                                                                                     | Weiler (CR320)                                                                                  | 13,3                                                                                            | 353a353b                                                                                        |
| 354                                                                                             | Vianden, Diekirch                                                                               | Seltz (N17)                                                                                     | Walsdorf                                                                                        | 7,3                                                                                             |                                                                                                 |
| 355                                                                                             | Vianden                                                                                         | Bivels (N10)                                                                                    | Bivels (N10)                                                                                    | 1,9                                                                                             |                                                                                                 |
| 356                                                                                             | Diekirch, Echternach                                                                            | Diekirch (N12)                                                                                  | Consdorf (CR118)                                                                                | 18,2                                                                                            | 356a356b                                                                                        |
| 357                                                                                             | Diekirch, Echternach                                                                            | Bettendorf (N19)                                                                                | Beaufort (CR128)                                                                                | 8,4                                                                                             | 357c357d                                                                                        |
| 358                                                                                             | Echternach, Diekirch                                                                            | Haller (CR128)                                                                                  | Reisdorf -                                                                                      | 17,3                                                                                            | 358a                                                                                            |
| 359                                                                                             | Diekirch                                                                                        | Erpeldange-sur-Sûre (N7)                                                                        | Ingeldorf (N7)                                                                                  | 2,2                                                                                             |                                                                                                 |
| 360                                                                                             | Redange, Diekirch                                                                               | Vichten (CR306)                                                                                 | Mertzig (N21)                                                                                   | 4,5                                                                                             |                                                                                                 |
| 361                                                                                             | Wiltz                                                                                           | Heischtergronn (N27)                                                                            | Goesdorf (CR321)                                                                                | 2,6                                                                                             |                                                                                                 |
| 362                                                                                             | Clervaux                                                                                        | Lullange (N12/N18)                                                                              | Hoffelt (CR116)                                                                                 | 4,2                                                                                             |                                                                                                 |
| 364                                                                                             | Echternach                                                                                      | - Dillingen                                                                                     | Echternach (N10)                                                                                | 16,5                                                                                            | 364a                                                                                            |
| 365                                                                                             | Echternach                                                                                      | Altrier (N11/CR136a)                                                                            | Breidweiler (CR118)                                                                             | 4,8                                                                                             | 365a                                                                                            |
| 366                                                                                             | Echternach                                                                                      | Echternach (N10)                                                                                | Echternach (N10)                                                                                | 1,8                                                                                             | 366a                                                                                            |
| 368                                                                                             | Echternach                                                                                      | Osweiler (CR141/CR370)                                                                          | Echternach (CR139)                                                                              | 3,4                                                                                             |                                                                                                 |
| 369                                                                                             | Echternach                                                                                      | Bollendorf-Pont (N10)                                                                           | Bollendorf-Pont -                                                                               | 0,1                                                                                             |                                                                                                 |
| 370                                                                                             | Echternach                                                                                      | Hinkel (N10)                                                                                    | Herborn (CR135)                                                                                 | 8,3                                                                                             |                                                                                                 |
| 371                                                                                             | Echternach                                                                                      | Hinkel (CR370)                                                                                  | Girst (CR370)                                                                                   | 1,8                                                                                             |                                                                                                 |
| 372                                                                                             | Echternach                                                                                      | Dickweiler (CR370)                                                                              | Rosport -                                                                                       | 3,7                                                                                             | 372a                                                                                            |
| 373                                                                                             | Clervaux                                                                                        | Stockem (N12)                                                                                   | Maulusmühle (CR335)                                                                             | 9,6                                                                                             | 373a373b373c                                                                                    |
| 374                                                                                             | Clervaux                                                                                        | Troisvierges (N12)                                                                              | Biwisch                                                                                         | 1,4                                                                                             | 374a                                                                                            |
| 375                                                                                             | Wiltz, Clervaux                                                                                 | Drauffelt (CR325)                                                                               | Weicherdange (CR327)                                                                            | 3,1                                                                                             |                                                                                                 |
| 376                                                                                             | Clervaux                                                                                        | Grindhausen (N7)                                                                                | Grindhausen (CR339)                                                                             | 2,4                                                                                             |                                                                                                 |
| 377                                                                                             | Vianden                                                                                         | Brandenbourg (N7)                                                                               | Brandenbourg (CR353)                                                                            | 1,8                                                                                             |                                                                                                 |
| 378                                                                                             | Echternach                                                                                      | Echternach (N11)                                                                                | Lac d'Echternach                                                                                | 1,7                                                                                             |                                                                                                 |
| 379                                                                                             | Diekirch                                                                                        | Michelau (N27)                                                                                  | Flebour (N7)                                                                                    | 3,4                                                                                             |                                                                                                 |